# Rancho Valdivia
Rancho Valdivia är en ort i Mexiko.   Den ligger i kommunen Carrillo Puerto och delstaten Veracruz, i den sydöstra delen av landet, 270 km öster om huvudstaden Mexico City. Rancho Valdivia ligger 286 meter över havet och antalet invånare är 123.
Terrängen runt Rancho Valdivia är platt åt sydost, men åt nordväst är den kuperad. Terrängen runt Rancho Valdivia sluttar österut. Runt Rancho Valdivia är det ganska tätbefolkat, med 134 invånare per kvadratkilometer. Närmaste större samhälle är Cuitláhuac, 6,7 km väster om Rancho Valdivia. Trakten runt Rancho Valdivia består till största delen av jordbruksmark.